# 杰凯涅什
杰凯涅什，是匈牙利绍莫吉州所辖的一个村。总面积33.76平方公里，总人口1002，人口密度29.7人/平方公里（2011年1月1日）。